# Danis beata
Danis beata är en fjärilsart som beskrevs av Johannes Karl Max Röber 1926. Danis beata ingår i släktet Danis och familjen juvelvingar. Inga underarter finns listade i Catalogue of Life.